# سيم ستين
سيم ستين (بالهولندية: Sem Steijn)‏ (من مواليد 17 نوفمبر 2001 في لاهاي، هولندا) هو لاعب كرة قدم محترف يلعب حالياً في أدو دين هاغ .

## روابط خارجية
- سيم ستين على موقع الاتحاد الأوربي (الإنجليزية)
- سيم ستين على موقع قاعدة بيانات كرة القدم.إي يو (الإنجليزية)
- سيم ستين على موقع ليكيب (الفرنسية)
- سيم ستين على موقع Soccerway.com (الإنجليزية)
- سيم ستين على موقع عالم كرة القدم.نت (الإنجليزية)